# Altertape
Altertape is een Belgische instrumentale band rond de Gentse drummer/componist Jonathan Callens. Het debuutalbum Glasstic drops verscheen in 2014. Het merendeel van de nummers op het album is geschreven voordat de band werd opgericht. Mede hierdoor kon een jaar later de ep Nandrin sessions uitgebracht worden. Jonathan Callens: "Het grootste deel van de nummers op ‘Glasstic Drops’ zijn immers geschreven in de periode voor ik Altertape had opgericht. (...) Er was eindelijk plaats voor iets nieuws, daarom ging het zo snel vermoed ik."
Altertape speelde op de Gentse Feesten en tourde met Kiss the Anus of a Black Cat in Duitsland.

## Discografie
- Glasstic drops, 2014
- Nandrin sessions, 2015